# 7794 Sanvito
7794 Sanvito (1996 AD4) là một tiểu hành tinh vành đai chính được phát hiện ngày 15 tháng 1 năm 1996 bởi Ulisse Munari và Maura Tombelli ở Đài quan sát vũ trụ Asiago ở Cima Ekar gần Asiago, Ý.